# BI挪威商學院
BI挪威商學院（挪威語：Handelshøyskolen BI）是挪威第一大商學院，歐洲第二大商學院。共有六個校區，主校區位於奧斯陸，其他校區分別位於卑爾根、斯塔萬格、特隆赫姆、克里斯蒂安桑和德拉門。
學院由Finn Øien成立於1943年，當時稱“Bedriftøkonomisk Institut”（管理經濟學研究所），這也是現名中“BI”的來歷。
2012年學生共19,980人，52%是女性，54.5%為全日制學生，79.9%為本科生。該學院提供本科、碩士和博士等所有學位。授課語言是英語（BBA和研究生項目）和挪威語。現與170個外國研究所及45個國家有合作項目。
其奧斯陸尼德倫（Nydalen）新校區由尼爾斯·托普設計。
BI挪威商學院與復旦大學管理學院有合作關係，共同教育約一千七百名學生。另外也是ISM經濟管理大學的主要股東，在立陶宛維爾紐斯和考納斯招收一千八百名學生。

## 校友
- 梅特·玛丽特王储妃

## 外部連結
- Norwegian Business School official site

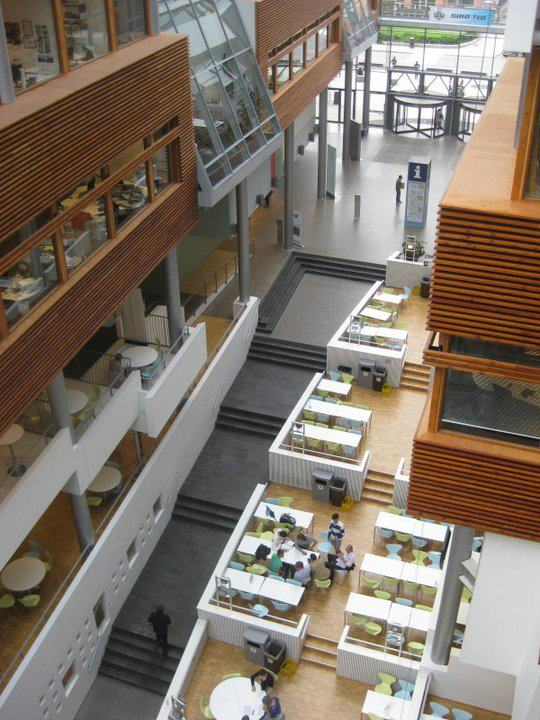
大學樓內景

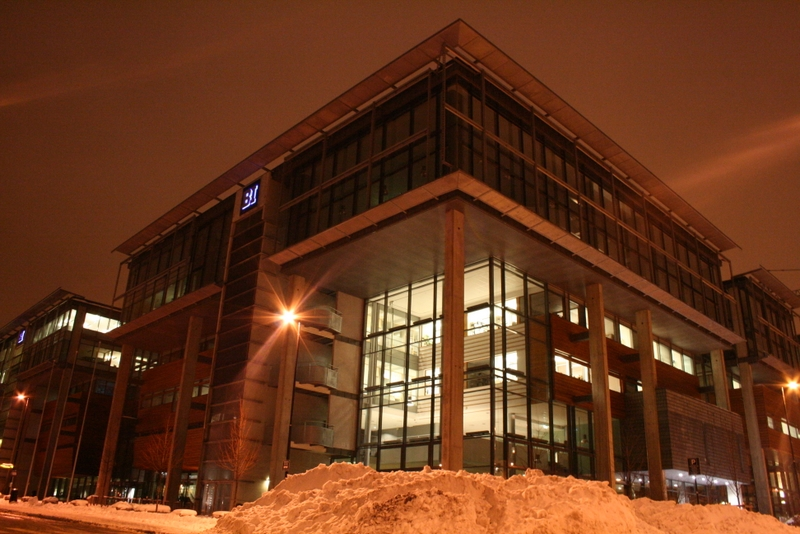
新Nydalen校區

- Handelshøyskolen BI（页面存档备份，存于）

59°56′55.37″N 10°46′5.21″E / 59.9487139°N 10.7681139°E